# 지속 가능한 사랑입니까?
《지속 가능한 사랑입니까?》(持続可能な恋ですか?〜父と娘の結婚行進曲〜 지소쿠가노우나코이데스카? ~치치도무스메노켓콘코우신쿄쿠~[*])는 2022년 4월 19일부터 매주 화요일 저녁 10시부터 9시 57분까지 TBS계 TBS 화요드라마로 편성된 일본 드라마. 주연은 우에노 주리. 공식 약칭은 지조코이.

## 개요
요가 강사인 딸과 홀로 된 아버지. 두 사람이 결혼이라는 인생에 도전하며 펼쳐지는 사랑 이야기

## 출연진

### 주요인물
사와다 쿄카(沢田杏花)
배우 - 우에노 주리
요가 인스트럭터
아버지와 함께 결혼 활동을 하게 된다.
사와다 린타로(沢田林太郎)
배우 - 마츠시게 유타카
쿄카의 아버지, 일본어학자로 사전의 편집이 주요 업무
부인을 잃은 후, 사귄 여자친구는 이혼서류만 남기고 도망갔다. 그 일로 딸을 꼬셔서 결혼 활동을 시작한다.
히가시무라 세이타(東村晴太)
배우 - 다나카 케이
쿄카가 기업세미나에서 만난 남자이며, 이혼남으로 7세 아들을 홀로 키우는 싱글파더이다.
후와 하야테(不破颯)
배우 - 이소무라 하야테
민간 방과 후 보육원의 지도원
쿄카의 소꿉친구였으나, 연락이 끊겼다가 어떤 일을 계기로 18년 만에 쿄카와 재회하게 된다.
히나타 아카리(日向明里)
배우 - 이가와 하루카
정형외과의
린타로가 결혼 활동 파티에서 만난 여성이다.

## 스태프
- 극본 - 요시자와 토모코[2]
- 연출 - 도이 노부히로, 야마무로 다이스케
- 음악 - 타카미 유우, 노부사와 노부아키 외
- 주제가 - 이쿠타 리라 - 렌즈 (소니 뮤직 엔터테인먼트)
- 프로듀서 - 나카지마 케이스케, 요시후지 메이
- 제작 - TBS

## 방송 일정
| 화                                        | 방송일   | 원제                                                             | 번역                                                                                       | 시청률 |
| ----------------------------------------- | -------- | ---------------------------------------------------------------- | ------------------------------------------------------------------------------------------ | ------ |
| 제1화                                     | 4월 19일 | 結婚願望ゼロ33才娘 父と ダブル婚活始めます!? 乱れ咲く春の純恋愛! | 결혼 희망 0% 33세 딸 아버지와 더블 결혼 활동 시작합니다!? 흐드러지게 피어나는 봄의 순연극! | 8.9%   |
| 제2화                                     | 4월 26일 | 友達以上の関係性!? 子の恋心、親知らず                            | 친구 이상의 관계성!? 딸의 연심, 사랑니                                                     | 7.6%   |
| 제3화                                     | 5월 3일  | 好きな人のウラの顔!? 奪われた父娘の恋心                          | 좋아하는 사람의 숨겨진 모습!? 빼앗긴 아버지와 딸의 연심                                    | 7.2%   |
| 제4화                                     | 5월 10일 | 最後の夜… サヨナラ私の一番大切なヒト                             | 마지막 밤... 안녕 내 가장 소중한 사람                                                      | 7.7%   |
| 제5화                                     | 5월 17일 | 父と娘と母の旅立ち 一番会いたい貴方に                            | 아버지와 딸과 어머니의 여행 가장 만나고 싶은 사람에게                                      | 7.5%   |
| 제6화                                     | 5월 24일 | 二人の夜に大告白!? 燃え盛る父娘の恋心                            | 두 사람의 밤의 대고백!? 불타오르는 아버지와 딸의 연심                                      | 7.4%   |
| 제7화                                     | 5월 31일 | 結婚しない交際開始 諦めない男の逆襲!                             | 결혼 안 하는 교제시작 포기하지 않는 남자의 공격!                                           | 7.7%   |
| 제8화                                     | 6월 7일  | 父娘のダブル告白!? 私が選ぶ新しい世界                            | 아빠와 더블 고백!? 내가 선택한 새로운 세계                                                 | 7.5%   |
| 제9화                                     | 6월 14일 | 満月のプロポーズ! 父と娘34年愛の奇跡                             | 보름달 아래 프로포즈! 부녀애 34년의 기적                                                   | 8.0%   |
| 최종화                                    | 6월 21일 | 完結〜私の最終決断 父娘愛が起こす奇跡                            | 완결~ 나의 최종결단 부녀애가 불러온 기적                                                   | 8.5%   |
| (시청률은 간토 지방·비디오 리서치사 조사) |          |                                                                  |                                                                                            |        |

## 회차별 줄거리
※ 채널J 공식 홈페이지 내 정보를 바탕으로 작성하였음.
| 번호 | 제목   | 본 방송 날짜 |
| --- | ------ | ------------ |
| 1 | "1화"  | 5월 5일      |
| 언제나 그랬듯이 정신없는 나날을 보내고 있는 쿄카는 요가 학원을 창업하기 위해 세미나를 신청하게 되고 그곳에서 우연히 세이타를 만나 친구가 된다. 한편, 세상을 떠난 아내가 남긴 편지를 보고 린타로는 쿄카와 함께 ‘부녀 더블 결혼 활동’을 하기로 결심한다. 아빠의 등쌀에 떠밀려 결혼 활동 파티에 참여한 쿄카는 그곳에서 생각지도 못한 인물을 만나게 되는데... |        |              |
| 2 | "2화"  | 5월 12일     |
| 결혼상담소에서 자신을 다시 만나고 싶어 하는 여자가 있다는 연락을 받은 린타로는 쿄카에게 같이 회원으로 가입하자는 얘기를 꺼낸다. 쿄카는 그런 아버지에게 결혼하고 싶지 않다고 말하지만, 결국 마지못해 가입하게 된다. 그곳에서 세이타와 재회한 교카는 하야테에게 연락처를 알려줘도 괜찮겠냐는 그의 질문에 섭섭한 마음을 감추지 못한 채, 무심코 AI가 추천해주는 맞선 상대를 만나겠다고 한다. AI가 쿄카에게 매칭해준 사람은 어학 능력이 뛰어나고 스펙이 높은 남자였는데... |        |              |
| 3 | "3화"  | 5월 26일     |
| 세이타가 어떤 여자와 친한 모습으로 걷는 걸 목격한 쿄카는 충격을 받아서 집안일도 건성으로 하며 일에도 잘 집중하지 못한다. 그런데 어느 날 퇴근해보니 놀랍게도 하야테가 자신의 집 주방에 들어와 있다. 쿄카가 좋아하는 사람이 하야테라고 멋대로 착각한 린타로가 같이 살 자고 제안했기 때문이다. 이렇게 갑작스러운 하야테와의 동거가 시작된다. 한편 린타로는 허리 치료 때문에 히나타의 병원에 갔다가 그녀가 맞선 본다는 말을 듣고 놀라는데...                              |        |              |
| 4 | "4화"  | 6월 2일      |
| 하야테와 같이 사는 생활에도 익숙해진 어느 날, 쿄카는 바네사로부터 새로운 요가 학원의 운영을 맡기고 싶다는 제의를 받는다. 운영에 관한 일을 하게 되면 어느 정도는 자신의 이상적인 학원을 만들 수 있고 개인적인 시간도 소중히 쓸 수 있어서 싱글 파파인 세이타와의 관계를 생각해볼 수 있을지 모른다고 생각한 쿄카는 망설인다. 한편 히나타의 병원을 방문한 린타로는 그녀에게서 뜻밖의 제안을 받게 되는데...                                                                |        |              |
| 5 | "5화"  | 6월 9일      |
| 창업 세미나 마지막 날, 쿄카에 대한 마음을 억누르지 못한 세이타는 갑자기 그녀를 포옹하고, 귀가하던 하야테가 그 모습을 우연히 목격한다. 결국 두 사람은 아무 일 없이 헤어지지만, 세이타를 향한 쿄카의 마음은 더 깊어져 간다. 그러던 중에 학원에서 개최하는 이벤트의 진행을 맡게 된 쿄카는 돌아가신 어머니의 물건을 바자회에 내놓자고 하고, 린타로도 그 말을 받아들인다. 하지만 착오로 인해 추억이 담긴 스톨을 실수로 바자회에 내놓는데...                                |        |              |
| 6 | "6화"  | 6월 16일     |
| 쿄카는 세이타가 했던 말과 키스가 무슨 의미였는지 머릿속에서 떠나지 않는다. 그런 가운데 니지로가 다니는 돌봄 교실의 연중행사인 캠프가 다가오고, 쿄카는 바쁜 세이타 대신 니지로를 데리고 캠프에 참가하게 된다. 캠프 당일, 일이 손에 잡히지 않아서 캠핑장으로 급히 달려간 세이타는 쿄카 때문에 하야테와 신경전을 벌인다. 한편 맞선 상대와 택시에 탔던 히나타는 라디오에 일본어 학자로서 출연한 린타로의 얘기를 듣고 뭔가를 깨닫는데...                                   |        |              |
| 7 | "7화"  | 6월 23일     |
| 쪽지만 남긴 채 사와다 가족의 집에서 나간 하야테와 연락이 되지 않자 쿄카와 린타로는 걱정한다. 마침내 바네사 사장에게 독립하겠다는 얘기를 털어놓은 쿄카. 그런데 바네사는 컨설턴트인 친구를 소개해주겠다며 의외로 긍정적인 반응을 보인다. 한편 쿄카와 세이타는 결혼을 전제로 하지 않고 사귄다는 규칙을 정하고 정식으로 데이트를 하기 시작한다. 그 무렵 린타로는 히나타에게 데이트하자는 메일을 받고 놀라서 당황하는데...                                                 |        |              |
| 8 | "8화"  | 6월 30일     |
| 쿄카와 세이타가 집에서 같이 나오는 모습을 목격하고 요가 학원으로 찾아간 안나는 쿄카가 일을 우선시하며 성공적으로 독립하고 싶어 한다는 걸 다시 한번 확인한다. 그리고 쿄카의 독립을 돕기 위해 계획을 제시하면서도 니지로의 엄마로서 마음이 복잡해진다. 한편, 린타로는 히나타에게 정식으로 맞선을 신청받고 놀라움을 감추지 못한다. 그 무렵 프랑스에서 돌아온 하야테는 예상치 못한 선물을 들고 쿄카의 집으로 찾아가는데...                                                |        |              |
| 9 | "9화"  | 7월 7일      |
| 마침내 세이타에게 결혼을 전제로 사귀고 싶다고 고백한 쿄카. 하지만 돌아온 대답은 이제 그만 끝내자는 이별 통보다. 그 시간에 린타로는 자신에게 먼저 사귀자고 얘기한 히나타를 찾아가서 교제를 거절하겠다고 말하고, 이로써 결혼 활동을 함께 시작한 사와다 부녀는 모두 실연을 겪게 된다. 한편, 쿄카에게 세이타와 헤어졌다는 말을 들은 하야테는 그녀를 살며시 안아주고, 쿄카는 그런 하야테에게 따뜻한 마음을 느끼는데...                                                     |        |              |
| 10 | "10화" | 7월 14일     |
| 하야테에게 갑작스러운 청혼을 받고 당황한 쿄카는 말레이시아로 가기 전에 대답을 해주겠다고 약속한다. 그 프러포즈를 목격한 세이타는 집으로 돌아가다가 하야테와 마주치고, 그에게서 이미 늦었다는 말을 듣는다. 자신이 진정으로 원하는 게 무엇인지 알고 싶은 쿄카는 다시 한번 세이타를 만나기로 한다. 한편 정식으로 교제를 시작한 히나타가 쿄카에게 인사하고 싶다며 집으로 오겠다고 하자 린타로는 흔쾌히 허락하는데...                                                      |        |              |